# Eomecon
Eomecon — монотипічний рід квіткових рослин, що стеляться, родини макові, що налічує один окремий вид Eomecon chionantha. Рослину також називають сніговий мак. Це ендемік Китаю. Його батьківщина — Західний Китай.
На Заході часто використовується в тінистій місцевості як ґрунтопокривна рослина. В садах сніжний мак надає перевагу кислому торфянистому ґрунту і вологому, добре дернованому місцю в напівтіні дерев. Будучи вкритим, може зимувати.
Білі квітки простої форми з приємним ароматом розпускаються на квітконосах з кінця травня до кінця липня, через день, одна за одною. З часом кущ розростається до 50 см в діаметрі. В період нецвітіння рослина також представляє естетичну цінність через свої темні, з м'яким блиском листки пронизані пещероподібними численними жилками.